# لجنة الجزاءات المفروضة على القاعدة
لجنة الجزاءات المفروضة على القاعدة  تأسست في 15 أكتوبر 1999 وفقاً لقرار مجلس الأمن الدولي رقم 1267، وتعد الهيئة الفرعية التابعة لمجلس الأمن التي تشرف على تنفيذ الدول الأعضاء للتدابير الجزائية الثلاثة (تجميد الأصول، وحظر السفر، وحظر الأسلحة) المفروضة على الجهات المستهدفة من الأفراد والكيانات المرتبطة بتنظيم القاعدة، كما عينتها اللجنة في قائمة الجزاءات الخاصة بها.
وكانت في تأسيسها تختص بأسامة بن لادن وتنظيم القاعدة وطالبان والأفراد والكيانات المرتبطة بهما. وفيما بعد تم تعديلها للتعامل مع القضايا التي تقتصر على تنظيم القاعدة. وفقاً للقرار مجلس الأمن رقم 1373 (2001)، و1540 (2004).
وفقا لأحكام الفقرة 36 من القرار 2161 (2014) تتيح لجنة الجزاءات المتعلقة بتنظيم القاعدة، إمكانية الاطلاع على الموجزات السردية لأسباب إدراج الأفراد، والجماعات، والمؤسسات والكيانات على قائمة الجزاءات المفروضة على تنظيم القاعدة.

## القائمة
تتكون قائمة الجزاءات المفروضة على تنظيم القاعدة من فرعين:
- ألف - الأفراد المرتبطون بتنظيم القاعدة (228 فردا).
- باء - الكيانات وغيرها من الجماعات والمؤسسات المرتبطة بتنظيم القاعدة (72 كيانا).

تم آخر تحديث لقائمة الجزاءات المفروضة على تنظيم القاعدة في 6 أغسطس 2015.

## وصلات خارجية
- الأفراد المرتبطون بتنظيم القاعدة المدرجون في القائمة.
- الكيانات والجماعات والمؤسسات المرتبطة بتنظيم القاعدة المدرجة في القائمة.